# 上野町 (八王子市)
上野町（うえのまち）は東京都八王子市の町名。丁番を持たない単独町名であり、住居表示未実施区域。郵便番号は192-0902（八王子郵便局管区）。

## 地理
東に万町、北東に寺町、西と南に台町、北はJR線を挟んで小門町と天神町に隣接している。

## 歴史

### 地名の由来
江戸期の八王子横山十五宿の上野原宿が由来となっている。

### 沿革
- 1882年(明治15年) - 7月 - 町村分合により江戸期の上野原宿を八王子上野町と改称[5]。
- 1889年(明治22年) - 町村制施行により八王子町成立。これまでの八王子上野町の町域を上野町とする[5]。
- 1912年(大正元年) 10月1日 - 町名改正により、町名が確定[5]。

## 世帯数と人口
2023年（令和5年）10月31日現在の世帯数と人口は以下の通りである。
| 町丁   | 世帯数    | 人口    |
| ------ | --------- | ------- |
| 上野町 | 1,555世帯 | 2,811人 |

## 小・中学校の学区
市立小・中学校に通う場合、学区は以下の通りとなる。
| 番地       | 小学校               | 中学校               |
| ---------- | -------------------- | -------------------- |
| 1〜27番    | 八王子市立第三小学校 | 八王子市立第六中学校 |
| 28〜98番   | 八王子市立第七小学校 | 八王子市立第六中学校 |
| 99〜101番  | 八王子市立第三小学校 | 八王子市立第六中学校 |
| 102-1〜6番 | 八王子市立第三小学校 | 八王子市立第六中学校 |
| 103番      | 八王子市立第三小学校 | 八王子市立第六中学校 |
| 104番〜    | 八王子市立第七小学校 | 八王子市立第六中学校 |

## 交通

### 鉄道
北にJR中央線が通過しているが、駅は存在しない。最寄り駅はJR八王子駅、西八王子駅、京王高尾線山田駅などであるが、それぞれ1kmほど離れている。

### 道路
- 都道八王子城山線：上野町中心部を南北に通過する。南は山田駅や東京都道173号上館日野線(北野街道)方面、北は国道16号(東京環状)や国道20号(甲州街道)方面へ連絡する。
- 南大通り：上野町中心部を東西に通過する。東はJR八王子駅、西は万葉けやき通りを経て、西八王子駅や高尾駅方面へ連絡する。

## 施設
教育
- 八王子市立第六中学校

その他
- 八王子消防署
- 上野町公園
- 金剛院
- 本立寺

1962年から2011年3月までは八王子市民会館が、1967年4月から2023年3月31日までは八王子市郷土資料館が、現在の八王子消防署に隣接する場所に存在していた。